# Trinkhalle (Verkaufsstelle)

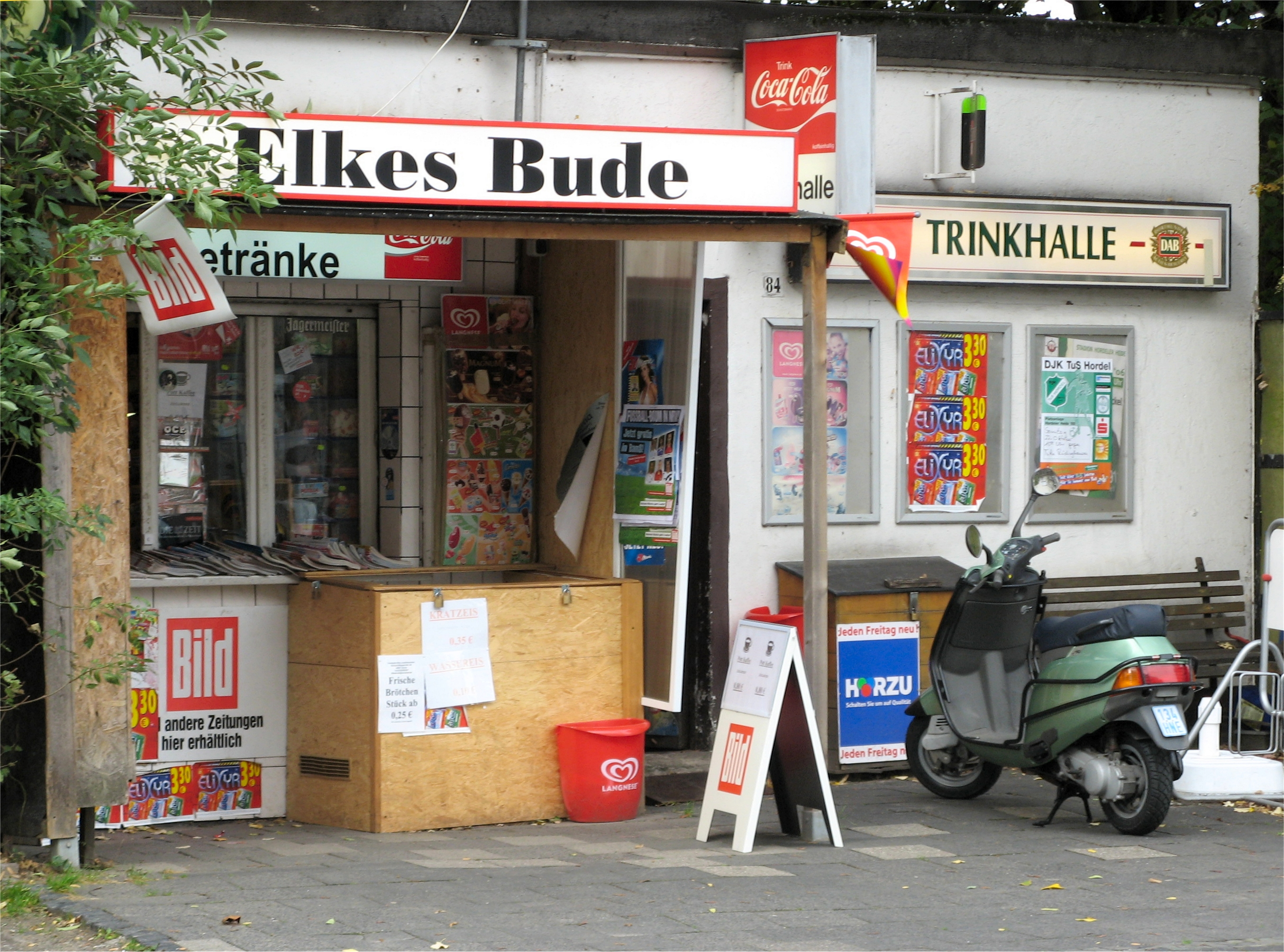
Eine typische Trinkhalle („Bude“) im Ruhrgebiet

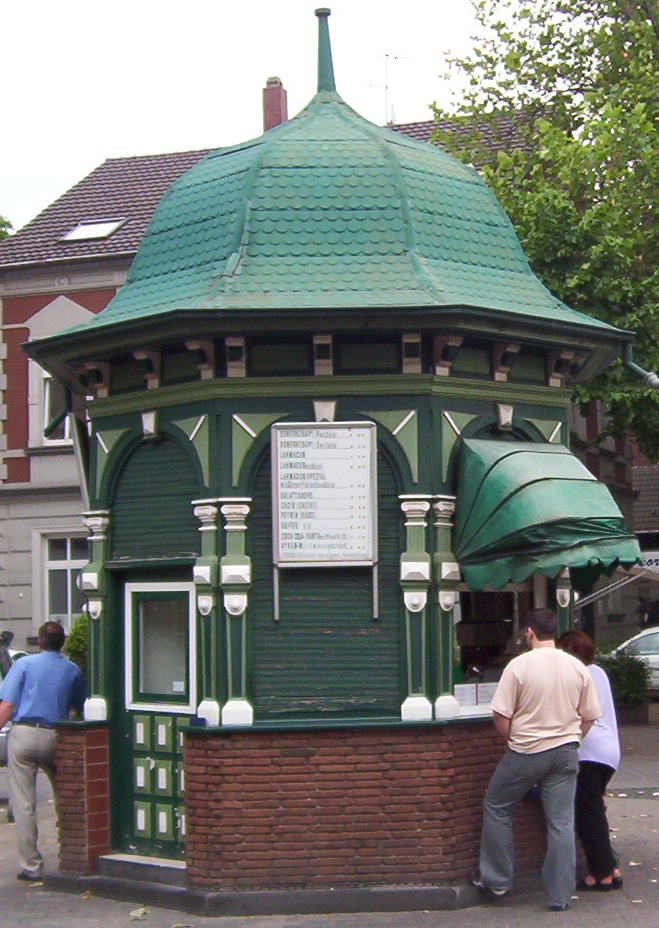
„Grüner Pavillon“ am Altmarkt in Duisburg-Hamborn – älteste Duisburger Trinkhalle von 1890

Eine Trinkhalle ist ein Verkaufsstand für alkoholische und nichtalkoholische Getränke und Dinge des sofortigen Bedarfs wie Tabak, Süßwaren (und ähnliche Genussmittel), Lebensmittel und auch Medien. Viele Trinkhallen dienen zugleich als Annahmestellen für Lotto und Toto und verkaufen Zeitungen oder Zeitschriften sowie in eingeschränktem Maß Fahrscheine für den öffentlichen Personennahverkehr.
Sie ist nicht zu verwechseln mit der oft ebenfalls als „Trinkhalle“ bezeichneten sogenannten Brunnenhalle, in der als Teil einer Kuranlage in Kurorten frisches Heilwasser an die Kurgäste ausgeschenkt wird.
Die ersten Trinkhallen, die anfangs ausschließlich dem Verkauf alkoholfreier Getränke dienten, entstanden in der zweiten Hälfte des 19. Jahrhunderts im Zuge der Industrialisierung und breiteten sich in weiten Teilen Deutschlands aus. Andere geläufige Bezeichnungen sind heute Kiosk (in Nord-, West- und Süddeutschland, Schweiz), Bude bzw. Selterbude oder Seltersbude (im Ruhrgebiet) und Büdchen (in Düsseldorf, Köln und Wuppertal), Wasserhäuschen oder Jöst-Häuschen (in Frankfurt am Main und Umgebung), Spätverkauf bzw. kurz Spätkauf oder Späti (in Berlin, Dresden und Leipzig), Nebgenbude (Hannover) sowie teils auch Budike (für als Trinkhallen dienende Kioske in Berlin).
In Österreich sind Trinkhallen mit Verkaufsangebot nach deutschem Muster gänzlich unbekannt.

## Geschichte

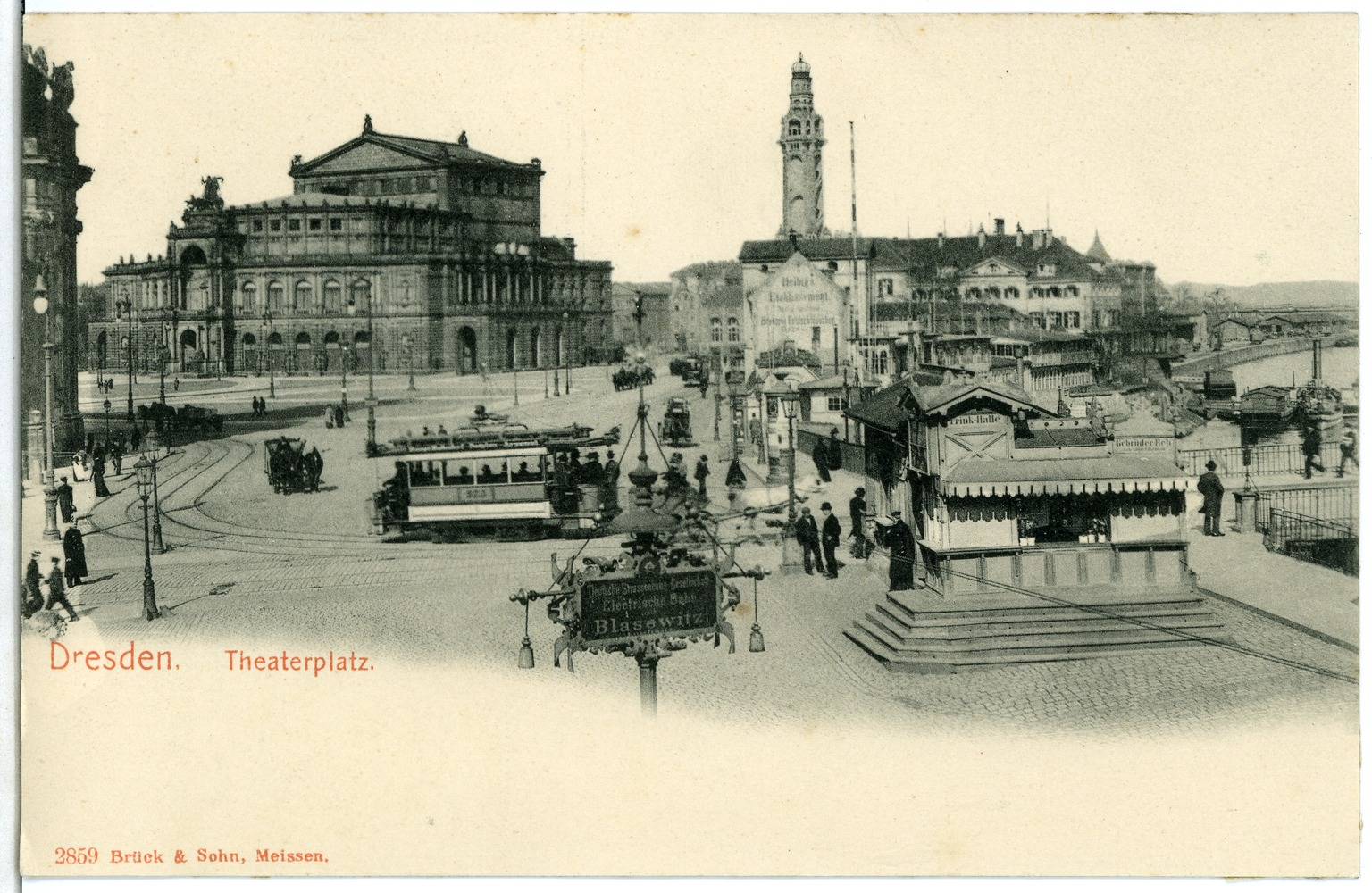
Trinkhalle auf dem Dresdner Theaterplatz 1903 (rechts)

Leitungswasser war früher ungekocht ein gesundheitliches Risiko. Die Arbeiter tranken stattdessen Bier und Schnaps, deren Konsum von den Zechen- und Fabrikbesitzern zuerst durch so genannte „Schnapsspenden“ unterstützt wurde. Um den umsichgreifenden Alkoholismus einzudämmen, förderten die Städte die Einrichtung von Trinkhallen, an denen Mineralwasser und andere alkoholfreie Getränke angeboten wurden. Sie entstanden hauptsächlich vor den Werktoren von Zechen oder Fabriken, später auch an anderen öffentlichen Plätzen. Die meisten wurden von ehemaligen oder nicht mehr arbeitsfähigen Bergleuten oder Kriegsveteranen betrieben.

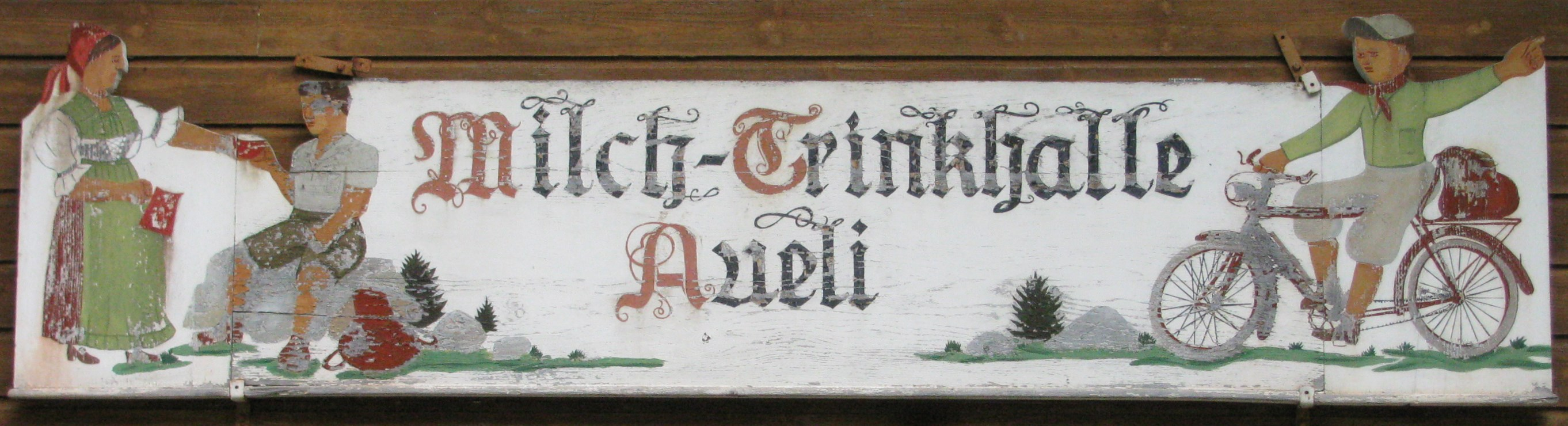
Schild einer „Milch-Trinkhalle“ bei Wasserauen in der Schweiz

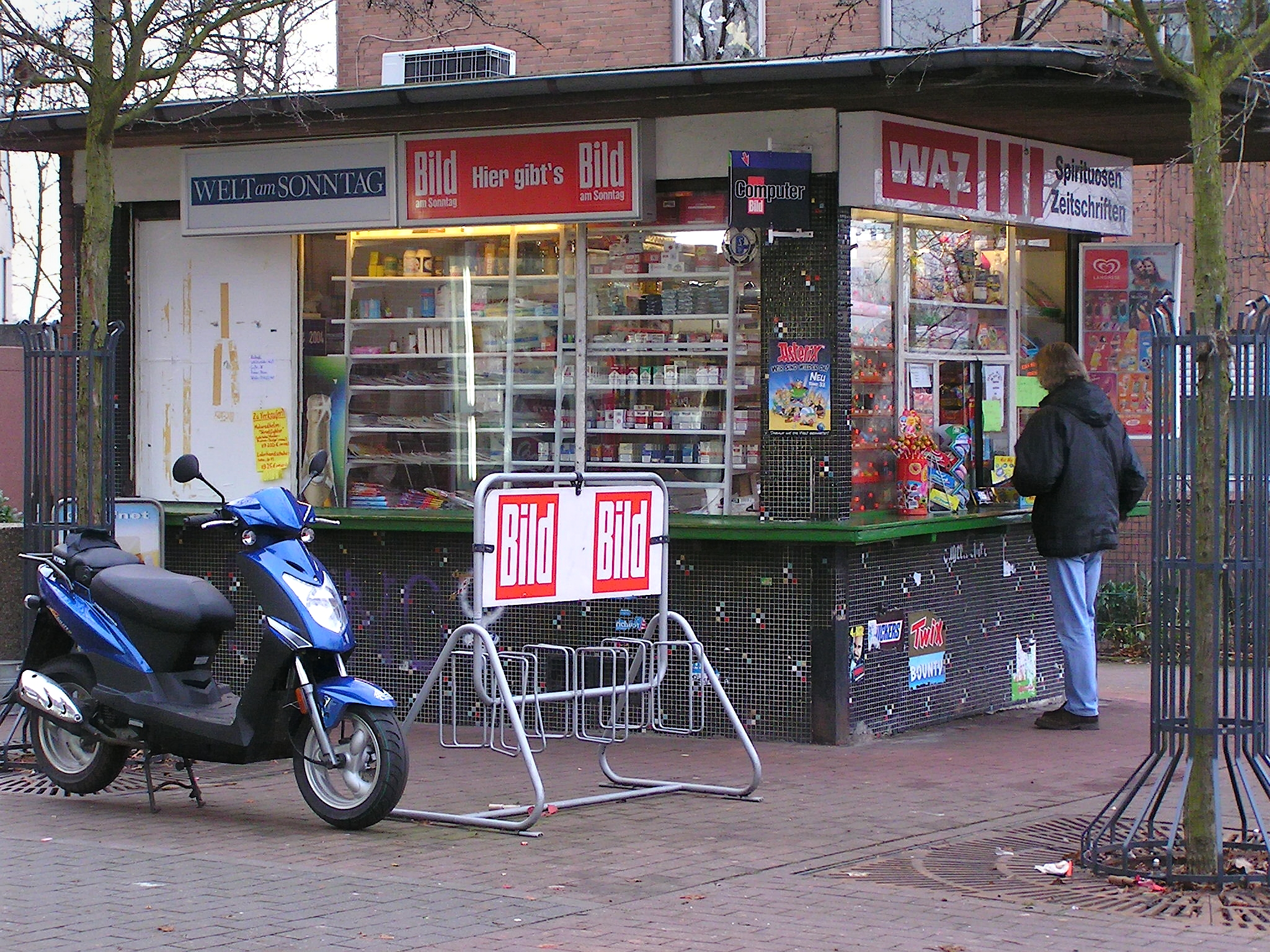
Trinkhalle („Büdchen“) in Dorsten, deren Angebot von Getränken (einschließlich Spirituosen) über Zeitungen/Zeitschriften, Tabakwaren, Eis, Süßwaren und ähnlichen Genussmitteln bis hin zu Lebensmitteln reicht

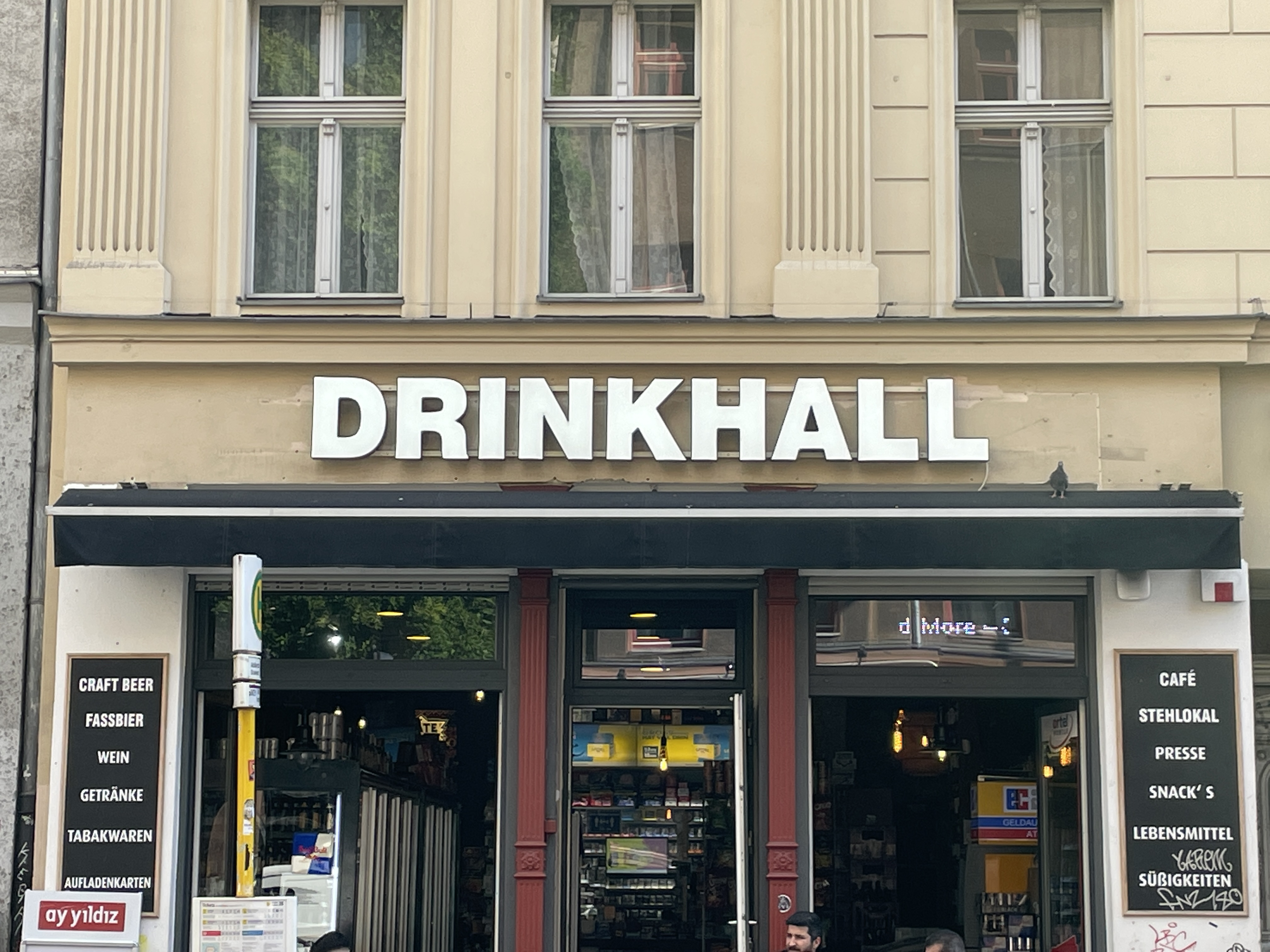
Mit dem Scheinanglizismus „Drinkhall“ bezeichneter Spätkauf in Berlin-Kreuzberg

Eine Besonderheit stellten sogenannte „Milchtrinkhallen“ dar, die Milch und Milchprodukte anboten.
Im Laufe der Zeit änderte und erweiterte sich das Sortiment immer mehr. Inzwischen findet man in Trinkhallen fast alles, was man nebenbei nach Ladenschluss oder am Wochenende brauchen könnte: Getränke (auch alkoholische), Tabakwaren, Zeitungen und Zeitschriften, Süßigkeiten – auch in individueller Zusammenstellung als Bunte Tüte – Eiswaren und Lebensmittel für den täglichen Bedarf, mittlerweile auch Telefonkarten und Mobiltelefon-Aufladungen. Die Übergänge zum Tante-Emma-Laden, zum Zeitungs- und/oder Tabakwarenverkaufsstand, zum Imbissstand (Imbissbude) oder auch zum Imbisslokal mit meist einfachster Möblierung sind oft fließend. Die Öffnungszeiten wurden an jene von Kneipen und Gaststätten angeglichen. Trinkhallen sind zum Ausschank alkoholfreier Getränke berechtigt. Im Zuge der Lockerung der Öffnungs-/Ausschankzeiten können sie heute rund um die Uhr betrieben werden, so wie ihre Konkurrenz, die 24-Stunden-Tankstellen und die in größeren Städten zunehmend anzutreffenden Quick shops. Neuerdings sind auch zahlreiche Postagenturen in Trinkhallen untergebracht.
Seit 2016 findet jährlich der „Düsseldorfer Büdchentag“ statt. Mit vielen Aktionen wird hier die Büdchenkultur gefeiert und die Aufmerksamkeit auf die rund 650 Büdchen der Stadt gerichtet. Denn diesen kommt eine besondere Rolle als Nachbarschaftstreffpunkt zu.
Trinkhallen werden eingeteilt in begehbare und nichtbegehbare. Bei ersteren kann der Kunde einen kleinen Laden betreten. Nichtbegehbare Trinkhallen verkaufen die Waren durch ein (Schiebe-)Fenster nach draußen. Gebundene Trinkhallen gehören zu einer Unternehmenskette und werden verpachtet, wobei der Pächter verpflichtet ist, bei bestimmten Lieferanten zu deren Bedingungen einzukaufen. Nichtgebundene Trinkhallen können ihren Einkauf frei gestalten.
Teils sind Trinkhallen nicht mehr nur als eigenständige Gebäude anzutreffen, sondern auch als Anbauten an Wohn- oder Geschäftshäuser oder Teil von Verkehrsbauten und Pavillonbauten in der Nähe von Bahnhöfen und verkehrsreichen Plätzen sowie in Ladenlokalen in Gebäuden, bevorzugt in Ecklage. Zudem treten Trinkhallen heute oft unter anderen geläufigen und meist nur regional verbreiteten Bezeichnungen auf, wie Kiosk, Bude und Büdchen, Wasserhäuschen, Budike sowie Spätverkauf, Spätkauf und Späti.
Im Jahr 2019 nahm das Bundesland Nordrhein-Westfalen Trinkhallen als immaterielles Kulturerbe auf. In der Begründung heißt es: 

„Bei der Trinkhallenkultur im Ruhrgebiet spielt der soziale Zusammenhalt eine zentrale Rolle: Trinkhallen nehmen als typische Treffpunkte eine wichtige Funktion für die Nachbarschaft ein und stellen Orte der Integration und des Austausches dar.“

## Lokale Varianten

### Wasserhäuschen

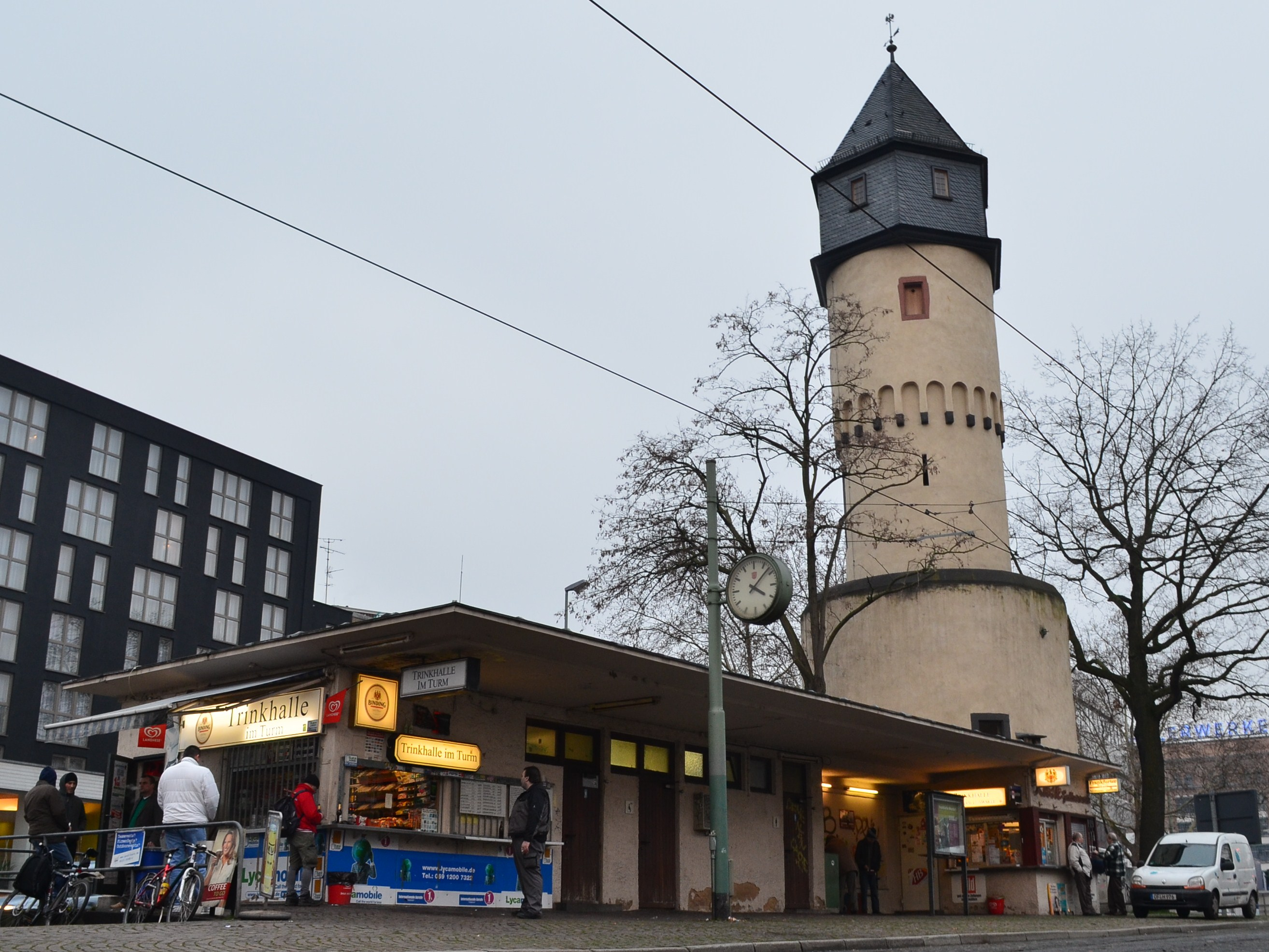
Zwei unmittelbar benachbarte Wasserhäuschen an der Frankfurter Galluswarte

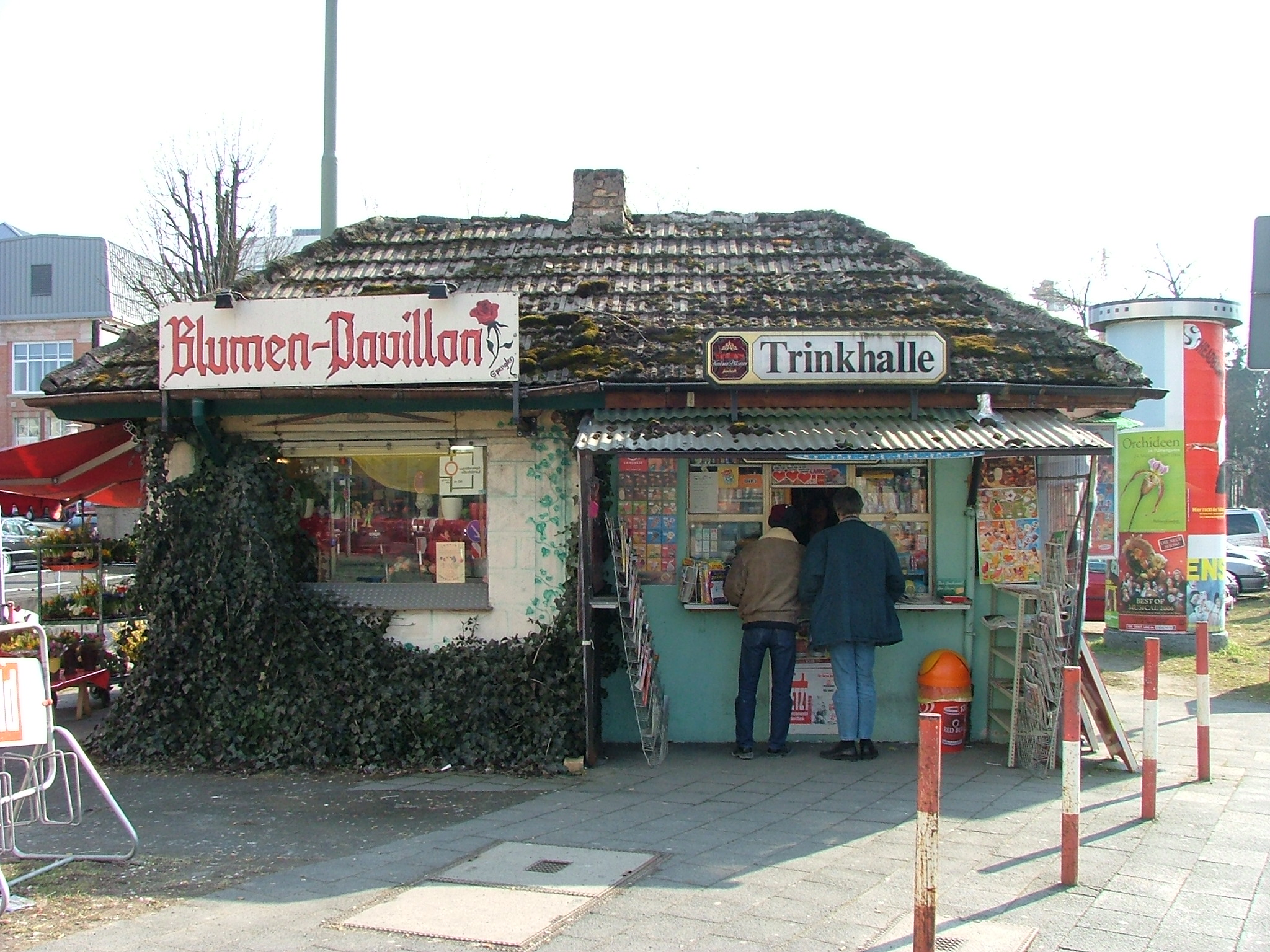
Wasserhäuschen in Offenbach am Main vor dem Klinikum

Die ersten Wasserhäuschen entstanden in Frankfurt am Main in der zweiten Hälfte des 19. Jahrhunderts, als es erstmals gelang, Mineralwasser (in Frankfurt Bitzelwasser genannt) in Flaschen abzufüllen und so zu verschließen, dass der Gasdruck erhalten blieb. 1899 wurde die Firma Jöst gegründet, der bis 1971 die meisten Frankfurter Trinkhallen gehörten, den Gebrüdern Krome die meisten anderen. Der größte Teil wurde von Jöst an die Brauerei Henninger verkauft.
Es wurde zunächst Mineralwasser ausgeschenkt, wobei bei den Gebr. Krome auch sog. „Klickerwasser“ (Brauselimonade in Kugelverschlussflaschen, wobei eine Kugel im Frankfurter Volksmund als Klicker bezeichnet wird) verkauft wurde, was zu zusätzlicher Popularität verhalf. Dies hat dazu beigetragen, dass im Volksmund von Wasserhäuschen gesprochen wurde.
Nach dem Ersten Weltkrieg kamen die Wasserhäuschen wegen Rohstoffmangels in wirtschaftliche Bedrängnis, worauf das Sortiment vor allem auf Tabak, Schokolade, Obst und Zeitungen erweitert wurde. Zudem fanden dort viele Kriegsinvalide und Unterschichtler eine Arbeit, so dass die städtischen Behörden die Wasserhäuschen weiter tolerierten.
In der Zeit des Nationalsozialismus wurden sehr viele Wasserhäuschen bis auf die der Firma Jöst, die mit dem System sympathisierte, einfach abgerissen.
Nach dem Zweiten Weltkrieg kam es zum Wiederaufbau vieler Buden, manche entstanden auch auf Trümmergrundstücken unter Verwendung der Überreste zerstörter Häuser, die noch nicht wieder aufgebaut waren. Es gab zeitweise bis zu 800 Wasserhäuschen in Frankfurt am Main, was u. a. dem Umstand zu verdanken war, dass ihre Öffnungszeiten nicht an die lange Zeit rigiden Ladenschlusszeiten gebunden waren. Abends und am Wochenende konnten sich die Bürger nirgendwo anders mit Lebensmitteln versorgen, zumal auch die Tankstellen damals noch vorwiegend vom Benzinverkauf lebten und keine Supermärkte waren.
Im Nachkriegsdeutschland waren die Wasserhäuschen deshalb eine notwendige, wenn auch von der Obrigkeit ungeliebte Einrichtung. Angesichts von Lärm- und Geruchsbelästigung, fehlenden Toiletten und nicht zuletzt alkoholisierten Stammgästen (in Frankfurt als Volleul’ oder Hefköpp bezeichnet) bekämpften Anwohner und Investoren die Wasserhäuschen, und die Behörden hielten sich mit der Erteilung oder Verlängerung von Konzessionen zurück. Zudem mussten viele der an Stelle kriegszerstörter Bauten errichteten Häuschen einer rentableren Neubebauung oder neuen städtebaulichen Konzepten weichen. Außerdem übernahmen die Shops der Tankstellen zum Teil die Funktion von Wasserhäuschen.
Erst ab Mitte der 1980er Jahre ließ das „Wasserhäuschensterben“ im Zeichen der entsprechenden Nostalgie nach. Eigentümer der etwa 280 verbliebenen Frankfurter Wasserhäuschen sind heute zumeist Großbrauereien und Getränkeverlage, die den Stand an den Betreiber verpachten. Das Wasserhäuschen ist daher bis heute aus dem Frankfurter Alltag nicht wegzudenken. Bekennende Wasserhäuschen-Fans sind z. B. die Schriftsteller Martin Mosebach und Eckhard Henscheid.
Am 19. August 2017 fand in Frankfurt am Main unter dem Motto Ein Frankfurter Original feiert der 1. Frankfurter Wasserhäuschentag statt, an dem elf unterschiedliche Wasserhäuschen und Trinkhallen viele unterschiedliche Events stattfinden ließen. Eine zuständige Lobby (bestehend aus dem Verein Linie 11 – Wir lieben Wasserhäuschen e. V., sowie den Betreibern von wasserhäuschen.eu und allesgude.de) organisiert alle zwei Jahre im Spätsommer einen Frankfurter Wasserhäuschentag.

### Situation in Österreich
In Österreich ist die Kombination des Verkaufs von essfertigen Lebensmitteln und Getränken einerseits, Druckerzeugnissen und Tabakwaren andererseits, in kleinen Läden ungebräuchlich: Ein Würstelstand verkauft keine Zeitungen und Tabakwaren. Tabaktrafiken dürfen keine Getränke, Süßwaren oder Lebensmittel verkaufen (§ 36 TabMG) und waren früher freistehende Verkaufsstände, die nach und nach mit festen Mauern ausgebaut wurden, heutzutage eher normale Ladengeschäfte.
Der Begriff Trinkhalle wird heutzutage in Österreich ausschließlich mit Kuranlagen in Verbindung gebracht, siehe Trinkhalle (Kuranlage). Zu Zeiten, als der Milchverkauf in Lebensmittelgeschäften noch mit Abfüllung im Geschäft erfolgte, gab es noch eigene Milchtrinkhallen als Verkaufsstellen der Molkereien.
Einzig und allein Tankstellen bieten in Österreich außerhalb der Ladenöffnungszeiten ein vergleichbares Sortiment an, wobei dort die Lebensmittel alle verpackt feilgeboten werden müssen. Ein etwas größeres Sortiment haben kleine Lebensmittelhändler, sogenannte Greißler.

## Medien

### Hörfunk
- Sarah Zerback: Klümpkes, Pilsken, Pläuschken. Mikrokosmos Trinkhalle im Ruhrgebiet. Hörfunk-Beitrag im Wochenendjournal des Deutschlandfunks (DLF), Sendung vom 3. Mai 2014 (Infotext beim DLF).